# Julius Drake
Julius Drake   (Londres, abril 1959) és un pianista anglès que treballa com a acompanyant de recital de cançons i músic de cambra.
Drake es va formar a la Purcell School i al Royal College of Music; va debutar professionalment a la sala Purcell el 1981 i va desenvolupar una afinitat especial per la música de Robert Schumann. Drake és ara professor de la Royal Academy of Music i professor visitant del Royal Northern College of Music; viu a Londres amb la seva dona i els seus dos fills i, entre actuacions, enregistraments i ensenyament, participa activament en el Jean Meikle Music Trust, una organització benèfica creada en commemoració de la seva mare. Drake és un oncle de la directora de teatre i òpera Sophie Hunter.
Drake va ser director del Festival Internacional de Música de Cambra de Perth a Austràlia del 2000 al 2003 i va ser director musical de la posada en escena per Deborah Warner del Diary of One Who Vanished de Janáček, de gira a Múnic, Londres, Dublín, Amsterdam i Nova York; va ser director artístic de "Leeds Lieder 2009" i dirigeix el Festival Machynlleth a Gal·les del 2009 al 2011. Ha ideat programes de cançons per al "Wigmore Hall" de Londres, la BBC, el Concertgebouw d'Amsterdam i l'històric "Middle Temple Hall" de Londres. Recitals amb Thomas Allen, Olaf Bär, Ian Bostridge, Alice Coote, Angelika Kirchschlager, Sergei Leiferkus, Felicity Lott, Katarina Karnéus, Christopher Maltman, Mark Padmore, Amanda Roocroft, Ann Mackay i Willard White; també té una col·laboració de llarga durada amb l'oboista Nicholas Daniel.
Els nombrosos enregistraments de Drake inclouen la reproducció a la pantalla de la pel·lícula de 1997 de David Alden Winterreise de Schubert per a Channel 4 amb Ian Bostridge.